# Укаяльское землетрясение (2011)
Землетрясение в Северном Перу 24 августа 2011 года — сильное землетрясение магнитудой 7,0 произошло в 12 часов 46 минут ночи местного времени в 82 км к северу от Пукальпа. Гипоцентр землетрясения залегал на глубине 145 километров вблизи границы с Бразилией.

## Последствия
Люди, живущие на территориях между городами Чакайбамба и Учубамба, были изолированы ввиду того, что телефонные линии прекратили работу. Работы в шахтах и на энергетических объектах не были затронуты землетрясением. Магистральный нефтепровод в Пукальпа не был поврежден. 
В перуанском Чандигархе 2 человека получили ранения ввиду того, что их дом рухнул, 18 учеников школ в Кокейне пострадали в давке, когда они в панике бросились бежать из классов. 1 женщина умерла от нервного криза, вызванного землетрясением..
В Монорамба подземный толчок вызвал оползень и оставил жителей без электричества и связи, ещё 1 оползень произошел в Маракана.